# Mountain View (Californie)
Pour les articles homonymes, voir Mountain View.
Mountain View est une municipalité située dans le comté de Santa Clara, en Californie, dans le sud de la baie de San Francisco, entre Palo Alto, Sunnyvale et Los Altos. La ville tient son nom de la vue qu'elle offre sur les monts Santa Cruz.

## Économie
Mountain View se trouve au cœur de la Silicon Valley et accueille notamment le siège de Google et son Googleplex, la Mozilla Foundation, Creative Commons, les divisions MSN, Hotmail, Xbox et MSNBC de Microsoft, Silicon Graphics, Veritas LLC, Symantec  et un centre de recherche de la NASA.
La ville est traversée par El Camino Real, mais le centre-ville se concentre sur Castro Street, près de la station ferroviaire de Caltrain qui relie San Francisco à Gilroy via San José. L'autoroute U.S. Route 101 traverse également Mountain View dans sa partie nord, où se termine la California State Route 85.
La ville est confrontée au début des années 2020 à une crise du logement et à l'augmentation de la pauvreté.

## Démographie
| 1930  | 1940  | 1950  | 1960   | 1970   | 1980   |
| ----- | ----- | ----- | ------ | ------ | ------ |
| 3 308 | 3 946 | 6 563 | 30 889 | 54 132 | 58 655 |

| 1990   | 2000   | 2010   | - | - | - |
| ------ | ------ | ------ | - | - | - |
| 67 460 | 70 708 | 76 438 | - | - | - |

## Personnalités nées à Mountain View
- Elena Myers, pilote motocycliste

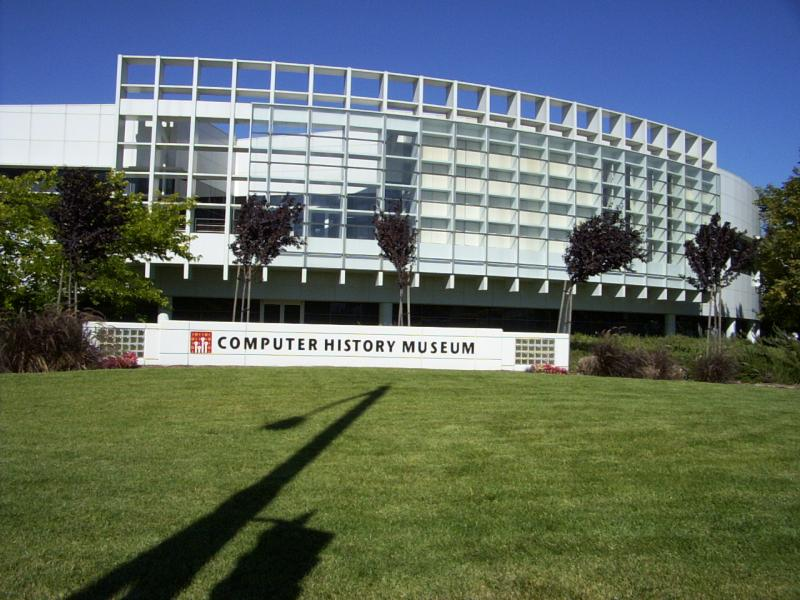
Musée de l'histoire de l'ordinateur de Mountain View.
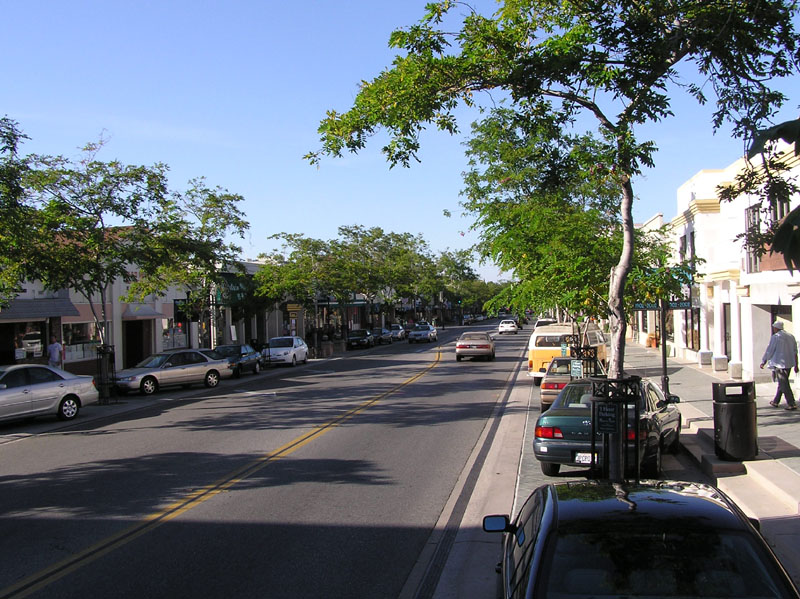
Castro Street.

## Jumelages
Iwata (Japon)
 Hasselt (Belgique)